# Ken Harnden
Pour les articles homonymes, voir Harnden.
Kenneth « Ken » Harnden (né le 31 mars 1973 à Harare) est un athlète zimbabwéen, spécialiste du 400 mètres haies.

## Biographie
Ken Harden participe aux Jeux olympiques de 1996 et de 2000 sur le 400 mètres haies et le relais 4 x 400 mètres, sans dépasser à chaque fois l'étape des séries.

### Palmarès
| Date | Compétition            | Lieu         | Résultat | Épreuve     | Performance   |
| ---- | ---------------------- | ------------ | -------- | ----------- | ------------- |
| 1994 | Jeux du Commonwealth   | Victoria     | 6e       | 400 m haies | 50 s 02       |
| 1995 | Championnats du monde  | Göteborg     | 6e       | 400 m haies | 48 s 89       |
| 1997 | Championnats du monde  | Athènes      | 6e       | 4 × 400 m   | 3 min 01 s 43 |
| 1998 | Championnats d'Afrique | Dakar        | 2e       | 400 m haies | 49 s 39       |
| 1998 | Championnats d'Afrique | Dakar        | 2e       | 4 × 400 m   | 3 min 04 s 47 |
| 1998 | Jeux du Commonwealth   | Kuala Lumpur | 3e       | 400 m haies | 49 s 06       |
| 1999 | Jeux africains         | Johannesburg | 2e       | 400 m haies | 48 s 47       |
| 1999 | Jeux africains         | Johannesburg | 5e       | 4 × 400 m   | 3 min 02 s 18 |

### Records
| Épreuve          | Performance | Lieu    | Date            |
| ---------------- | ----------- | ------- | --------------- |
| 400 mètres       | 45 s 19     | Séville | 28 mai 1999     |
| 400 mètres haies | 48 s 05     | Paris   | 29 juillet 1998 |

| Épreuve    | Performance | Lieu     | Date            |
| ---------- | ----------- | -------- | --------------- |
| 400 mètres | 46 s 38     | Dortmund | 30 janvier 2000 |